# Ростковиці (Опольське воєводство)
Ростковиці (пол. Rostkowice, нім. Rosenberg) — село в Польщі, у гміні Біла Прудницького повіту Опольського воєводства.
Населення — 202 особи (2011).
У 1975-1998 роках село належало до Опольського воєводства.

## Демографія
Демографічна структура станом на 31 березня 2011 року:
|          | Загалом | Допрацездатний вік | Працездатний вік | Постпрацездатний вік |
| -------- | ------- | ------------------ | ---------------- | -------------------- |
| Чоловіки | 92      | 10                 | 68               | 14                   |
| Жінки    | 110     | 20                 | 60               | 30                   |
| Разом    | 202     | 30                 | 128              | 44                   |